# لیموناد (آلبوم بیانسه)
لیموناد (انگلیسی: Lemonade) ششمین آلبوم استودیویی خوانندهٔ آمریکایی بیانسه است. این آلبوم در ۲۳ آوریل ۲۰۲۳ به‌وسیلهٔ پارکوود انترتینمنت و کلمبیا رکوردز منتشر شد، در حالی که با فیلمی ۶۵ دقیقه‌ای با همین نام همراه بود. پس از پنجمین آلبوم هم‌نام او (۲۰۱۳)، این دومین آلبوم بصری بیانسه به‌شمار می‌رود، و آلبومی مفهومی به‌همراه چرخه‌ای از قطعات مرتبط به هم است که سفر احساسی بیانسه پس از خیانت همسرش در فضایی نژادی و اختلاف نسلی را شرح می‌دهد. لیموناد اساساً آلبومی آراندبی و آرت پاپ است که انواعی گوناگونی از ژانرها شامل رگی، بلوز، راک، هیپ هاپ، سول، فانک، آمریکانا، کانتری، گاسپل، الکترونیک و ترپ را در بر می‌گیرد. در این آلبوم، جیمز بلیک، کندریک لامار، د ویکند و جک وایت به عنوان آوازخوان مهمان حضور دارند و قطعات حاوی نمونه‌برداری و درون‌یابیِ شماری از ترانه‌های هیپ هاپ و راک است.
لیموناد یکی از برترین آلبوم‌های تاریخ دانسته می‌شود و تحسین شده‌ترین آلبوم در حرفهٔ بیانسه است. این آلبوم در میان منتقدان برترین آلبوم ۲۰۱۶ بود، و از سوی نشریاتی مانند آسوشیتد پرس، برترین آلبوم دههٔ ۲۰۱۰ نام گرفت. در سال ۲۰۲۰، این آلبوم در رتبهٔ سی و دوم فهرست ۵۰۰ آلبوم برتر تمام دوران رولینگ استون قرار گرفت. لیموناد در مراسم جوایز گرمی ۲۰۱۷ نامزد نه جایزه شامل آلبوم سال، ضبط سال و ترانه سال شد و جوایز بهترین آلبوم معاصر اربن و بهترین موزیک ویدئو را کسب کرد. محتوای بصری آلبوم در جوایز ویدئو موسیقی ام‌تی‌وی ۲۰۱۶ نامزد ۱۱ جایزه شد که هشت جایزه شامل ویدئوی سال را کسب کرد. این فیلم در مراسم امی ساعات پربیننده نیز نامزد چهار جایزه شد. همچنین این آلبوم یک جایزهٔ پیبادی کسب کرد.
لیموناد در صدر جدول‌های فروش کشورهای مختلف قرار گرفت. در ایالات متحده، این آلبوم در هفتهٔ نخست با فروش ۶۵۳٬۰۰۰ نسخه، به صدر جدول بیلبورد ۲۰۰ رسید. این آلبوم از آن زمان سه گواهی‌نامهٔ پلاتینی از طرف انجمن صنعت ضبط موسیقی ایالات متحده آمریکا گرفت. تا پایان سال ۲۰۱۶، لیموناد بیش از ۱٫۵ میلیون نسخه در ایالات متحده فروخته بود و سومین آلبوم پرفروش سال در کشور بود. به گزارش فدراسیون بین‌المللی صنعت فونوگرافی، این آلبوم با ۲٫۵ میلیون نسخه فروش در جهان، پرفروش‌ترین آلبوم ۲۰۱۶ بود. لیموناد به‌وسیلهٔ پنج تک‌آهنگ پشتیبانی شد: «تشکیلات» که در جایگاه ده‌تای اول بیلبورد هات ۱۰۰ آمریکا بود، «ببخشید»، «مانع شو»، «آزادی» و «تمام شب». بیانسه در آوریل ۲۰۱۶ برای تبلیغ آلبوم، تور جهانی تشکیلات را در آمریکای شمالی و اروپا برگزار کرد.